# Kouassia-Nanguni
Kouassia-Nanguni  est une localité du nord-est de la Côte d'Ivoire et appartenant au département de Tanda, district du Zanzan, région du Gontougo. La localité de Kouassia-Nanguni est un chef-lieu de commune.